# Paolo Frisiani
Paolo Frisiani (Milano, 30 novembre 1797 – Milano, 13 gennaio 1880) è stato un astronomo e matematico italiano.

## Biografia
Si formò come astronomo frequentando l'Osservatorio astronomico di Brera dove, nel 1834, divenne secondo astronomo. 